# Apache MyFaces
Apache MyFaces est un framework libre qui implémente les JSFs de Java.